# Rolwaling Himal

Rolwāling Himāl (nepalesiska रोल्वालिङ् हिमाल) är en bergskedja i Himalaya i östra och centrala delarna av Nepal som sträcker sig över gränsen till Tibet.

## Beskrivning
Rolwaling Himal omfattar bergstopparna Melungtse (tibetanska Jobo Garu) 7181 m och Melungtse II 7023 m inne i Tibet och Gauri Sankar 7134 m på gränsen mellan Tibet och Nepal och ytterligare drygt 50 toppar på över 6000 meter. Bergskedjan sträcker sig från Gyabrag-glaciären och passet vid Nangpa La där Mahalangur Himal tar vid och mot sydväst till Tamakosi-floden.
Bortom Tamakosi-floden reser sig Labuche Kang där Rolwaling Himal upphör. Rolwaling Himal gränsar i söder till Rolwaling-dalen där åtskilliga små sherpa-byar är belägna och också den största staden i området. Namche Bazaar i Solukhumbu-distriktet ligger fem eller sex dagsetapper bort, efter att ha tagit sig förbi Tasilapcha. Det är också en vanlig led för att ta sig till baslägret inför att bestiga Mount Everest eller att ta sig till Lukla och flyga till Nepals huvudstad Katmandu.
Dalen och bergskedjan nås till fots genom en vandringsled som börjar vid Jagat, i Bhiku, 230 km öster om Katmandu, vilket är ungefär 10 timmars bussfärd. Från Jagat till Beding är det fyra eller fem dagars vandring, antingen via Tasinam eller Simigau. En av de största glaciärsjöarna i Nepal, Tsho Rolpa (eller Chho Rolpa) ligger längst leden och har blivit avsevärt större under 2000-talet på grund av avsmältningen vid glaciärerna i Himalaya. Sjön ligger på 4580 meter över havet.

## Klättringshistorik
Den första västerländska expeditionen i området leddes av den engelske bergsbestigaren Eric Shipton 1951 under ”1951 British Mount Everest reconnaissance expedition” och hade som mål att hitta möjliga vägar för att bestiga Mount Everest från Nepal. Expeditionen bestod förutom av Shipton som ledare av Edmund Hillary, Earle Riddiford, Michael Ward, Tom Bourdillon och W. H. Murray. Det var denna expedition som döpte berget Melungtse efter floden med samma namn, som avvattnar området.